# Oktjabrskoje (Tscheljabinsk)
Oktjabrskoje (russisch Октя́брьское) ist ein Dorf (selo) in der Oblast Tscheljabinsk in Russland mit 6780 Einwohnern (Stand 14. Oktober 2010).

## Geographie
Der Ort liegt etwa 120 km Luftlinie südöstlich des Oblastverwaltungszentrums Tscheljabinsk im südwestlichen Teil des Westsibirisches Tieflands. Er befindet sich im Steppengebiet östlich des Ural an mehreren abflusslosen Seen, gut 30 km von der Grenze zu Kasachstan entfernt, die dort durch den Fluss Ui markiert wird.
Oktjabrskoje ist Verwaltungszentrum des Rajons Oktjabrski sowie Sitz der Landgemeinde Oktjabrskoje selskoje posselenije, zu der außerdem die acht Dörfer Barsutschje (7 km nordwestlich), Bulanowo (11 km nordwestlich), Kijewka (10 km östlich), Lebjodki (9 km nordöstlich), Nowomoskowskoje (23 km ostsüdöstlich), Schochowo (10 km nordöstlich), Semjonowka (8 km südwestlich) und Stepanowka (9 km nordnordöstlich) gehören.

## Geschichte
Aus den gegen Ende des 19. Jahrhunderts gegründeten Weilern (chutor)  Chramzowo, Kalmykowo, Kemerowo und Poljakowo entstand zu Anfang des 20. Jahrhunderts das Dorf Kalmykowo.
Am 10. Mai 1935 wurde der Ort Verwaltungssitz des neu geschaffenen Oktjabrski rajon, von russisch oktjabr für „Oktober“, hier mit Bezug auf die Oktoberrevolution. Zugleich wurde auch das Dorf in Oktjabrskoje umbenannt.

### Bevölkerungsentwicklung
| Jahr | Einwohner |
| ---- | --------- |
| 1939 | 1254      |
| 1959 | 2803      |
| 1970 | 5465      |
| 1979 | 6913      |
| 1989 | 7975      |
| 2002 | 7562      |
| 2010 | 6780      |

Anmerkung: Volkszählungsdaten

## Verkehr
Oktjabrskoje ist Endpunkt der Regionalstraße 75K-012, die zwischen Tscheljabinsk und Korkino von der föderalen Fernstraße A310 (ehemals M36) beziehungsweise der Umgehung von Tscheljabinsk 75K-205 abzweigt und durch das nordwestlich benachbarte Rajonzentrum Jetkul verläuft. In südwestlicher Richtung führt von Oktjabrskoje die 75K-023 ins 90 km entfernte Troizk, unweit der kasachischen Grenze ebenfalls an der A310 gelegen. Dorf befindet sich an der Strecke Tscheljabinsk – Orsk/Qostanai auch die nächste Bahnstation. Nördlich, östlich und südlich besitzt Oktjabrskoje eine Umgehungsstraße (75K-192).